# Kisfalud
Kisfalud es un pueblo húngaro perteneciente al condado de Győr-Moson-Sopron, distrito de Kapuvár.

## Superficie
Cuenta con una superficie de 15,10 kilómetros cuadrados.

## Demografía
Hasta 2023 la población era de 664 habitantes, con una densidad de población de 43,97 habitantes por kilómetro cuadrado.
| Gráfica de evolución demográfica de Kisfalud entre 2018 y 2023 |
|                                                                |
| Datos según la Oficina Central de Estadística de Hungría.      |